# Mysidia fuscomaculata
Mysidia fuscomaculata är en insektsart som beskrevs av Broomfield 1985. Mysidia fuscomaculata ingår i släktet Mysidia och familjen Derbidae. Inga underarter finns listade i Catalogue of Life.